# 赛门和黛利拉
《赛门和黛利拉》（英語：Samson and Delilah）是一部澳大利亚的电影。电影取景于爱丽丝泉市（Alice Spring）和周边地区。导演形容这部电影是一个“幸存的爱情故事”。這部電影的兩位主角都是第一次擔任電影的主演。这部电影描述生活在偏远的原住民地区的两个14岁的澳大利亚原住民少年，他们偷了一辆汽车并且开车到了爱丽丝泉来逃避他们贫困的生活。这部电影在2009年戛纳电影节上竞争“一种关注(Un Certain Regard)单元最佳电影奖”并获得2009年戛纳电影节(2009 Cannes Film Festival)的金摄影机最佳故事片奖(Caméra d'Or)。澳大利亚螢幕（Screen Australia）在2009年9月29日宣布此影片被提名奥斯卡奖，这也意味澳大利亚所拍攝之影片正式地进入了奥斯卡最佳外语片奖的目录。

## 情节
赛门（Samson）和黛利拉（Delilah）是两个14岁的少年，他们居住在爱丽丝泉（Alice Spring）附近的原住民社区。赛门每天早上都会吸毒。他的住所破旧，他整天就在他卧室外面和他的兄弟玩雷鬼音乐。赛门很喜欢黛利拉，黛利拉和她的祖母住在一起。赛门在当地的便利店外向黛利拉扔了一块石头来吸引她的注意。尽管黛利拉受到祖母嘲弄般的鼓励，但一开始她对赛门并无好感。赛门花了一天时间跟随黛利拉。尽管黛利拉对赛门一点兴趣也没有，他仍然试图尝试和黛利拉在一起。黛利拉的祖母去世了。赛门一时气愤，为了让他兄弟关闭乐队，用棍子打了他的兄弟。而他的兄弟反击了回去。同样的事情发生在了黛利拉的身上，在同一社区的另一个老妇人指责黛利拉祖母的死是因为黛利拉的疏忽并且用棍子打了她。赛门偷了一辆车然后趁黛利拉睡着的时候带着她走了。当他们到达爱丽丝泉的时候他们遇到了一个在桥下住的名叫公宗（Gonzo）的流浪汉。赛门继续靠吸毒生存并且他的习惯越来越差了。有一次，他偷得尽兴到没有发现黛利拉被一群白人少年带进了一辆车内。她被强暴和殴打，但是最后她回到了赛门身边，此时的赛门已经意识不到他现在已经对吸毒上瘾了。黛利拉也开始和赛门吸毒。由于她被诱骗加入，他们一同走在街上，然后黛利拉被车撞了。最后当赛门找到黛利拉并且意识到她被车撞了，他以为她已经死了。他剪掉了自己的头发以示尊重。他用几周的时间坐在桥底下的同一地点吸毒，用这种方法来忘记黛利拉的死。之后黛利拉找到赛门并且挽救了他。他们一起回到了他们的老镇。当他们到了的时候，社区的一个老妇女开始用棍子打赛门因为赛门偷了社区唯一的车。黛利拉决定带赛门去一个幽静的地方重新改造，戒掉吸毒的习惯。最后，赛门戒掉了吸毒的习惯。随着时间的推移，黛利拉能够鼓励他重新回到他原来的状态。

## 演员表
- 罗文﹒麦克纳马拉(Rowan McNamara)饰演赛门（Samson）
- 玛丽莎﹒吉布森（Marissa Gibson）饰演黛利拉（Delilah）
- 米吉利﹒娜潘楠卡﹒吉布森（Mitjili Napanangka Gibson）饰演祖母（Nana）
- 斯科特•桑顿（Scott Thornton）饰演公宗（Gonzo）
- 马修﹒吉布森（Matthew Gibson）饰演赛门的兄弟
- 史蒂文﹒布朗（Steven Brown）饰演鼓手
- 格里伟﹒吉布森（Gregwyn Gibson）饰演贝斯手
- 诺林﹒罗伯逊﹒南皮金帕（Noreen Robertson Nampijinpa）饰演打人的女人
- 甘瑞克﹒马丁（Kenrick Martin）饰演坐在轮椅上的男孩
- 彼得•巴特利特（Peter Bartlett）饰演店主

## 电影反响
基于在烂番茄(Rotten Tomatoes)影评网上的三十四个影评，该电影有97%的好评。《赛门和黛利拉》在电视节目“上映电影”(At the Movie)中从玛格丽特﹒彭慕兰(Margaret Pomeranz)和大卫•斯特拉顿(David Stratton)那里收获了五星评价。这是唯一一部在2009年的节目中得到此评价的影片。
SBS电视台的克雷格•马西森(Craig Mathieson)给拍摄这部电影的导演四星评价。他评价说：“镜头有内在的甜蜜，一个人的爱的力量中有真正的信仰，但是它被一个残忍的世界观所抵消。” 

## 获奖
| 奖项                                                          | 目录                                                                   | 被提名人                                              | 结果 |
| ------------------------------------------------------------- | ---------------------------------------------------------------------- | ----------------------------------------------------- | ---- |
| 艺术电影节(Art Film Fest)                                     | 最佳导演奖                                                             | 沃里克•桑顿（Warwick Thornton）                       | 获奖 |
| 亚太电影奖(Asia Pacific Screen Awards)                        | 最佳影片奖                                                             | 凯斯﹒谢尔波（Kath Shelper）                          | 获奖 |
| 澳大利亚电影学院(Australian Film Institute)                   | 最佳导演奖                                                             | 沃里克•桑顿（Warwick Thornton）                       | 获奖 |
| 澳大利亚电影学院(Australian Film Institute)                   | 最佳影片奖                                                             | 凯斯﹒谢尔波（Kath Shelper）                          | 获奖 |
| 澳大利亚电影学院(Australian Film Institute)                   | 最佳编剧奖                                                             |                                                       | 获奖 |
| 澳大利亚电影学院(Australian Film Institute)                   | 最佳音乐奖                                                             |                                                       | 获奖 |
| 澳大利亚电影学院(Australian Film Institute)                   | 最佳剪辑奖                                                             |                                                       | 提名 |
| 澳大利亚电影学院(Australian Film Institute)                   | 最佳男主角奖                                                           | 罗文﹒麦克纳马拉(Rowan McNamara)                      | 提名 |
| 澳大利亚电影学院(Australian Film Institute)                   | 最佳女主角奖                                                           | 玛丽莎﹒吉布森（Marissa Gibson）                      | 提名 |
| 澳大利亚电影学院(Australian Film Institute)                   | 最佳配角奖                                                             | 米吉利﹒娜潘楠卡﹒吉布森（Mitjili Napanangka Gibson） | 提名 |
| 澳大利亚屏幕音响协会(Australian Screen Sound Guild)           | 最佳音乐设计奖                                                         |                                                       | 获奖 |
| 澳大利亚作家协会(AWGIE Award\|Australian Writers' Guild)      | 最佳正片奖                                                             | 沃里克•桑顿（Warwick Thornton）                       | 获奖 |
| 澳大利亚作家协会(AWGIE Award\|Australian Writers' Guild)      | 主要奖项                                                               | 沃里克•桑顿（Warwick Thornton）                       | 获奖 |
| 戛纳电影节(Cannes Film Festival)                              | 金摄影机奖                                                             | 沃里克•桑顿（Warwick Thornton）                       | 获奖 |
| 都柏林国际电影节(Dublin International Film Festival)          | 最佳影片奖                                                             | 沃里克•桑顿（Warwick Thornton)                        | 获奖 |
| 澳大利亚影评人协会奖(Film Critics Circle of Australia Awards) | 最佳摄影奖                                                             |                                                       | 获奖 |
| 澳大利亚影评人协会奖(Film Critics Circle of Australia Awards) | 最佳导演奖                                                             | 沃里克•桑顿（Warwick Thornton）                       | 获奖 |
| 澳大利亚影评人协会奖(Film Critics Circle of Australia Awards) | 最佳影片奖                                                             | 凯斯﹒谢尔波（Kath Shelper）                          | 获奖 |
| 澳大利亚影评人协会奖(Film Critics Circle of Australia Awards) | 最佳女主角                                                             | 玛丽莎﹒吉布森（Marissa Gibson）                      | 提名 |
| 澳大利亚影评人协会奖(Film Critics Circle of Australia Awards) | 最佳剪辑奖                                                             |                                                       | 提名 |
| 澳大利亚影评人协会奖(Film Critics Circle of Australia Awards) | 最佳编剧奖                                                             |                                                       | 提名 |
| 澳大利亚国内电影（IF Awards）                                 | 最佳音乐奖                                                             |                                                       | 提名 |
| 棕榈泉国际电影节（Palm Springs International Film Festival）  | 约翰•施莱辛格奖 - 荣誉奖（John Schlesinger Award – Honorable Mention） | 沃里克•桑顿（Warwick Thornton）                       | 获奖 |

## 票房
《赛门和黛利拉》在澳大利亚获得了三百一十八万八千九百三十一澳元的票房。

## 更多信息
- 澳大利亚电影院（Cinema of Australia）

## 出处
1. ↑  Kroenert, Tim. . The Big Issue. 21 April – 4 May 2009, (327).
2. 1 2  . festival-cannes.com.   [17 May 2009]. （原始内容存档于2014-10-09）.
3. ↑  . festival-cannes.com.   [24 May 2009]. （原始内容存档于2009-06-20）.
4. ↑  . AFP. 25 May 2009  [1 March 2013]. （原始内容存档于2014-12-19）.
5. ↑  . The Age. 30 September 2009  [10 October 2009]. （原始内容存档于2017-10-18）.
6. ↑  . Rotten Tomatoes. IGN Entertainment.   [11 August 2009]. （原始内容存档于2020-09-26）.
7. ↑  . ABC: At the Movies.   [1 March 2013]. （原始内容存档于2014-03-29）.
8. ↑  . ABC: At the Movies.   [1 March 2013]. （原始内容存档于2014-03-11）.
9. ↑  Mathieson, Craig. . SBS.   [14 February 2013]. （原始内容存档于2013-11-12）.
10. ↑  .   [20 March 2012]. （原始内容存档于2014-04-13）.
11. ↑  .   [20 March 2012]. （原始内容存档于2011-10-17）.
12. ↑  .   [20 March 2012]. （原始内容存档于2014-06-27）.
13. ↑  .   [20 March 2012]. （原始内容存档于2012-04-13）.
14. ↑  .   [20 March 2012]. （原始内容存档于2016-03-04）.
15. ↑  .   [20 March 2012]. （原始内容存档于2014-03-25）.
16. ↑  .   [20 March 2012]. （原始内容存档于2017-02-02）.
17. ↑  .   [20 March 2012]. （原始内容存档于2011-09-08）.
18. ↑   (PDF).   [2014-04-11]. （原始内容 (PDF)存档于2014-02-09）.

## 额外链接
- 官方网站(官方网站)
- 《赛门和黛利拉》互联网电影数据库(互联网电影数据库（IMDb）上《Samson and Delilah》的资料（英文）)